# Società patriottica di Milano
La Società patriottica di Milano è stata un'accademia scientifica italiana istituita con decreto dell'imperatrice Maria Teresa d'Austria datato 2 dicembre 1776 e con sede a Milano. La società fu attiva per quasi diciannove anni, con l'ultima seduta tenutasi il 15 settembre 1796.

## Storia
Nata il 2 dicembre 1776 per volere dell'imperatrice Maria Teresa d'Austria, il suo scopo era assai simile alle altre accademie e società che all'epoca prosperavano in Italia e all'estero. Secondo le fonti, la Società patriottica con i suoi Atti ebbe notevole valore scientifico e vide tra i suoi esponenti personalità di spicco come ad esempio Cesare Beccaria. Il suo scopo era il progresso dell'agricoltura, delle "buone arti", delle "manifatture" e dei "monumenti patri". La società patriottica fu chiusa a causa della creazione della Repubblica Cisalpina e l'ultima seduta risale al 15 settembre 1796.
Con l'approvazione della costituzione cisalpina l'8 luglio 1797, si programmò all'art. 297 la creazione di "un istituto nazionale, incaricato di raccogliere le scoperte e di perfezionare le arti e le scienze", che doveva sostituire tutte le accademie e istuti già esistenti. L'Istituto nazionale venne progettato utilizzando come modello quello francese e la sua organizzazione fu finalizzata nell'luglio 1798.